# 封浜
封浜又名封家浜，是中華人民共和國上海市嘉定區的一條南北走向河流，南起吳淞江，北至蕰藻浜，全長9,7公里，寬8米。封浜於明朝天啟三年（1623年）至清朝同治四年（1865年）間疏浚5次，1952年、1963年、1977年和1993年再度疏浚。封浜镇因此河流而得名。